# Antonio di Gesù e Maria
Antonio di Gesù e Maria, in spagnolo: Antonio de Jesús y María, al secolo Juan Antonio Salútregui y Uribarren (Guernica, 5 febbraio 1902 – Alcázar de San Juan, 26 luglio 1936), è stato un presbitero spagnolo dell'Ordine della Santissima Trinità. Fucilato dai repubblicani durante la guerra civile spagnola, venne beatificato come martire da papa Francesco nel 2013.

## Biografia
Juan Antonio Salútregui y Uribarren nacque ad Guernica, provincia di Vizcaya (Spagna), il 5 febbraio 1902 da Ambrosio Salútregui e Josefa Uribarren. Entrato nel Ordine della Santissima Trinità, ne indossò il santo abito l'11 dicembre 1917 e, l'anno seguente, il 14 dicembre 1918 fece la professione semplice, entrambe nel santuario della Bien Aparecida, Marrón (Cantabria). Fece la professione solenne, sempre in questo Santuario dedicato a Maria, il 3 maggio 1923 e fu ordinato sacerdote a Jaén il 29 maggio 1926.
Antonio di Gesù e Maria era el beniamino della Comunità di Alcázar de San Juan, prensente in essa dal 1913. Fu trucidato, a causa della sua fede, insieme ai suoi compagni Ermenegildo dell'Assunta, Bonaventura di Santa Caterina, Placido di Gesù, Francesco di San Lorenzo e Stefano di San Giuseppe.

## Culto
Antonio di Gesù e Maria fu beatificato il 13 ottobre 2013, a Tarragona, dal cardinale Angelo Amato, prefetto della Congregazione per le Cause dei Santi, su mandato di papa Francesco, insieme a 522 martiri spagnoli, uccisi "in odium fidei" durante la guerra civile spagnola.
La Chiesa cattolica ha concesso la memoria liturgica dei martiri spagnoli del XX secolo il giorno 6 novembre. Nella chiesa della Santissima Trinità di Alcázar de San Juan si venerano le reliquie dei martiri trinitari e del laico Álvaro Santos Cejudo.